# Список найвищих будівель Львівської області
На сьогодні найвищим будинком Львівської області є ЖК Avalon Up, його висота складає 90 м. 

## Найвищі будинки Львівської області
| №  | Назва                           | Фото | Висота (м) | Поверхів | Роки побудови | Місто і координати                                                                         | Примітки                |
| -- | ------------------------------- | ---- | ---------- | -------- | ------------- | ------------------------------------------------------------------------------------------ | ----------------------- |
| 1  | ЖК Avalon Up                    |      | 90         | 27       | 2019-2021     | Львів 49°47′42″ пн. ш. 24°03′7″ сх. д. / 49.79500° пн. ш. 24.05194° сх. д.                 | Здано в експлуатацію    |
| 2  | Церква святих Ольги і Єлизавети |      | 88         | 2        | 1903-1911     | Львів 49°50′13″ пн. ш. 24°00′18″ сх. д. / 49.83694° пн. ш. 24.00500° сх. д.                |                         |
| 3  | Карпатська столиця              |      | 85.5       | 20       | 2006-2015     | Трускавець 49°16′47″ пн. ш. 23°29′32″ сх. д. / 49.27972° пн. ш. 23.49222° сх. д.           | Не здано в експлуатацію |
| 4  | ЖК Щасливий Platinum            |      | 78         | 22       | 2019-2021     | Львів 49°51′38″ пн. ш. 24°01′07.58″ сх. д. / 49.86056° пн. ш. 24.0187722° сх. д.           | Здано в експлуатацію    |
| 5  | Суховоля вул., 54б              |      | 71         | 23       | 2011-2014     | Трускавець 49°16′33.7″ пн. ш. 23°29′34″ сх. д. / 49.276028° пн. ш. 23.49278° сх. д.        | Будівництво заморожено  |
| 6  | Зубрівська вул., 32             |      | 66         | 17       | 2007          | Львів 49°47′49″ пн. ш. 24°03′37.5″ сх. д. / 49.79694° пн. ш. 24.060417° сх. д.             |                         |
| 7  | Вежа Корнякта                   |      | 66         | 2        | 1591-1629     | Львів 49°50′32″ пн. ш. 24°02′04″ сх. д. / 49.84222° пн. ш. 24.03444° сх. д.                |                         |
| 8  | Львівська ратуша                |      | 65         | 6        | 1830-1835     | Львів 49°50′30″ пн. ш. 24°01′52″ сх. д. / 49.84167° пн. ш. 24.03111° сх. д.                |                         |
| 9  | Чорновола просп., 99            |      | 60         | 16       | 1986          | Львів 49°51′51″ пн. ш. 24°0′59″ сх. д. / 49.86417° пн. ш. 24.01639° сх. д.                 |                         |
| 10 | Чорновола просп., 103           |      | 60         | 16       | 1986          | Львів 49°51′58″ пн. ш. 24°0′55″ сх. д. / 49.86611° пн. ш. 24.01528° сх. д.                 |                         |
| 11 | Храм св. Йосафата               |      | 58,3       | 2        | 1991-2007     | Червоноград 50°24′6.69″ пн. ш. 24°14′37.64″ сх. д. / 50.4018583° пн. ш. 24.2437889° сх. д. |                         |
| 12 | Ріксос-Прикарпаття              |      | 58         | 14       | 2003-2005     | Трускавець 49°16′5″ пн. ш. 23°29′47″ сх. д. / 49.26806° пн. ш. 23.49639° сх. д.            |                         |
| 13 | Панча вул., 18а-18в             |      | 57         | 17       | 2004-2008     | Львів 49°51′43.8″ пн. ш. 24°00′46.2″ сх. д. / 49.862167° пн. ш. 24.012833° сх. д.          |                         |
| 14 | Лукаша вул., 1                  |      | 56         | 16       | 2011-         | Львів 49°49′35.61″ пн. ш. 24°0′50.04″ сх. д. / 49.8265583° пн. ш. 24.0139000° сх. д.       | Будівництво заморожено  |
| 15 | Податкова адміністрація         |      | 53         | 14       | 1986          | Львів 49°48′57″ пн. ш. 24°1′18″ сх. д. / 49.81583° пн. ш. 24.02167° сх. д.                 |                         |